# ストックホルム・ケース
『ストックホルム・ケース』（Stockholm）は、2018年のカナダ・アメリカ合衆国のクライム・スリラー・コメディ映画。
監督はロバート・バドロー、出演はイーサン・ホークとノオミ・ラパスなど。
ストックホルム症候群の語源になった、1973年にスウェーデンのストックホルムで起きたノルマルム広場強盗事件を題材に描く。
2018年4月に開催されたトライベッカ映画祭で初上映された。

## ストーリー
ラースは逃亡資金を得るため、ストックホルムの銀行に押し入り、ビアンカを含む3人を人質に取り、刑務所に収監されている仲間グンナーの釈放と金と逃走用の車を要求する。
だが、警察が彼らを銀行の中に封じ込める作戦に出たことで、事態は長期化の様相を見せる。そんな中、ビアンカたちはラースとグンナーに連帯感や好意を抱くようになっていく。

## キャスト
※括弧内は日本語吹替声優。
- カイ・ハンソン/ラース・ニストロム: イーサン・ホーク（咲野俊介） - 銀行強盗犯。
- ビアンカ・リンド: ノオミ・ラパス（朴璐美） - 人質となった女性銀行員。
- グンナー・ソレンソン: マーク・ストロング（加藤亮夫） - 服役中の強盗犯。ラースの親友。
- マットソン署長: クリストファー・ハイアーダール
- クララ・マード: ビー・サントス - 人質となった女性銀行員。ビアンカより年下。
- エロヴ・エリクソン: マーク・レンドール（英語版） - 人質となった男性。
- ハルステン・ヴィンテル刑事: イアン・マシューズ - 事件現場に最初に乗り込んだ刑事。
- ヤコブソン刑事: ジョン・ラルストン
- オロフ・パルメ首相: シャンティ・ルーニー（英語版）
- ヴィンセント: クリストファー・ヴァゲリン（スウェーデン語版） - テレビレポーター。
- クリストファー・リンド: ソルビョルン・ハール（英語版） - ビアンカの夫。

## 作品の評価
Rotten Tomatoesによれば、批評家の一致した見解は「『ストックホルム・ケース』はそのテーマやドラマ化した実際の事件を完全に現実通りに表現することはできていないが、軽やかなタッチと選び抜かれたキャストによって最終的には安定した面白さを維持している。」であり、82件の評論のうち高評価は70%にあたる57件で、平均点は10点満点中6点となっている。
Metacriticによれば、18件の評論のうち、高評価は6件、賛否混在は12件、低評価はなく、平均点は100点満点中54点となっている。